# Глобенко Микола Михайлович
Глобенко Микола Миколайович, справжнє прізвище — Оглоблин (*19 лютого 1902, Ново-Єгорівка — †29 травня 1957, Мужен) — український літературознавець, педагог.

## Біографія
Народився 19 лютого 1902 р. у с. Ново-Єгорівка тепер Дворічанського району Харківської обл. Походить з родини священика — саме за соціальне походження Миколу згодом часто знімали з роботи.
Закінчив Харківський інститут народної освіти. В окупованому нацистами Харкові працював в редакції газети «Нова Україна». 1943 року вирушив на еміграцію. В Мюнхені був редактором видання «Українська трибуна».
Дійсний член НТШ, професор УВУ, заступник редактора «Енциклопедії українознавства». Помер 29 травня 1957 р. у м. Мужені (Франція).

## Творчість
Автор досліджень «1845 рік у творчості Т. Шевченка», «Новітній етап боротьби за Шевченка», «Заборонена правда», «Оповідання в українській прозі 20 століття», багатьох статей в «Енциклопедії Українознавства».